# Eimeria insignis
Eimeria insignis is een soort in de taxonomische indeling van de Myzozoa, een stam van microscopische parasitaire dieren. Het organisme komt uit het geslacht Eimeria en behoort tot de familie Eimeriidae. Eimeria insignis werd in 1982 ontdekt door Lom & Dyková.